# Her Fighting Chance (film 1914)
Her Fighting Chance è un cortometraggio muto del 1914 diretto da Tom Ricketts.

## Produzione
Il film fu prodotto dalla American Film Manufacturing Company.

## Distribuzione
Distribuito dalla Mutual Film, il film - un cortometraggio in due bobine - uscì nelle sale cinematografiche USA il 27 aprile 1914.